# Auria TV
Auria TV és un canal local propietat del partit polític Democracia Ourensana.
La cadena de televisió la sintonització de la qual està disponible al canal 51 d'⁣Ourense té una audiència d'unes 35.000 persones diàries.
Va ser la primera cadena de televisió d'⁣Espanya que va emetre programes en bucle per tenir-los disponibles en diferents moments del dia.

## Història
L'any 2009, amb l'apagada de l'emissió de senyal de televisió analògica, Auria TV hagué de buscar una sortida empresarial per continuar les seves emissions el següent any. Així la cadena arribà a un acord d'aliança estratègica amb Localia TV-Galicia, per a la comercialització, producció, i emissió de programes a Ourense, a través de la Televisió Digital Terrestre (TDT). El nou canal que tindria el nom comercial de Localia-Auria TV seria dirigit per l'empresari Gonzalo Jácome i començaria a emetre a inicis de l'any 2010, oferint diversos espais d'actualitat local i d'opinió política.
L'any 2021 saltà la notícia que Gonzalo Pérez Jácome estava desviant finançament del partit polític Democracia Orensansa a finançar el canal de televisió. Auria TV no apareixia ni al Registre Mercantil ni a l'Oficina Espanyola de Patents o Marques, segons comprovà Galiciapress. I, per tant, no estava registrada la marca ni el nom comercial Auria Televisió, ni hi havia cap NIF amb què facturar a nom d'Auria Televisió. Auria Televisió emetia legalment al canal 51 sota la identificació Localia Auria TV. La Xunta va concedir aquest canal a Unió Temporal de les Televisions Gallegues (Utega), una societat participada majoritàriament per Grup Prisa i la Cadena Ser, i en què també va participar Premsa Ibèrica, l'editora de Faro i La Opinión. Al registre vigent de la Xunta apareixia com a "arrendatari" Gonzalo Pérez Jácome i no Auria Televisió ni cap altra empresa. Els fets investigats s'haurien produït entre els anys 2015 i 2018, quan el querellat era edil de l'oposició. Jácome va fundar una societat limitada nova empresa (SLNE) el 2004, però al BORME figura com a extinta des del 2011. A més, des de l'any anterior era administrador únic de Jolper Música SL, el negoci familiar que administrava fins aleshores la seva mare.